# Convenio sobre cibercriminalidad
El Convenio sobre delitos cibernéticos, Convenio de Budapest sobre delitos cibernéticos o Convenio de Budapest es el primer tratado internacional que busca hacer frente a los delitos informáticos y los delitos en Internet mediante la armonización de leyes entre naciones, la mejora de las técnicas de investigación y el aumento de la cooperación entre las naciones firmantes. Fue elaborado por el Consejo de Europa en Estrasburgo, con la participación activa de Canadá, Japón y China como estados observadores.
El convenio y su Informe Explicativo fueron aprobados por el Comité de Ministros del Consejo de Europa en su 109.ª reunión, el 8 de noviembre de 2001. El 23 de noviembre de 2001 se abrió a la firma en Budapest y entró en vigor el 1 de julio de 2004. A partir del 28 de octubre de 2010, 30 estados firmaron, ratificaron y se adhirieron a la convención, mientras que otros 16 estados firmaron la convención, pero no la ratificaron.
El 1 de marzo de 2006 entró en vigor el Protocolo Adicional a la Convención sobre el delito cibernético. Los estados que lo han ratificado deben penalizar la difusión de propaganda racista y xenófoba a través de los sistemas informáticos, así como amenazas racistas y xenófobas e insultos.
Por su parte, el segundo protocolo adicional de la convención de Budapest que habría a su firma el 12 de mayo de 2022, busca dar respuesta al desafío de obtener evidencia electrónica, que puede estar almacenada en jurisdicciones extranjeras, mientras se llevan adelante investigaciones criminales, y tiene como objetivo proporcionar herramientas para mejorar la cooperación y la divulgación de evidencia electrónica.

## Objetivos
El Convenio es el primer tratado internacional sobre delitos cometidos a través de Internet y otras redes informáticas, que trata en particular de las infracciones de derechos de autor, fraude informático, la pornografía infantil, los delitos de odio y violaciones de la seguridad en redes. También contiene una serie de competencias y procedimientos, tales como la búsqueda de las redes informáticas y la intercepción de comunicaciones privadas.
Su principal objetivo, que figura en el preámbulo, es aplicar una política penal común encaminada a la protección de la sociedad contra el cibercrimen, especialmente mediante la adopción de una legislación adecuada y el fomento de la cooperación internacional.
Los principales objetivos de este tratado son los siguientes:
1. La armonización de los elementos nacionales de derecho penal de fondo de infracciones y las disposiciones conectados al área de los delitos informáticos.
2. La prevención de los poderes procesales del derecho penal interno es necesaria para la investigación y el enjuiciamiento de esos delitos, así como otros delitos cometidos por medio de un sistema informático o pruebas en formato electrónico.
3. Establecimiento de un régimen rápido y eficaz de la cooperación internacional.

Los siguientes delitos están definidos por el Convenio en los artículos 1 al 10: acceso ilícito, interceptación ilícita, ataque a la integridad de datos, ataques a la integridad del sistema, abuso de los dispositivos, falsificación informática, fraude informático, los delitos relacionados con la pornografía infantil y los delitos relacionados con infracciones de la propiedad intelectual y de los derechos afines.
Asimismo, se exponen cuestiones de derecho procesal como la preservación expeditiva de los datos almacenados, la preservación expeditiva y divulgación parcial de los datos de tráfico, la orden de producción, la búsqueda y la incautación de datos informáticos, la recogida en tiempo real del tráfico de datos y la interceptación de datos de contenido. Además, el Convenio contiene una disposición sobre un tipo específico de acceso transfronterizo a los datos informáticos almacenados que no requieren asistencia mutua (con consentimiento o disponibles al público) y prevé la creación de una red de 24/7 para garantizar una asistencia rápida entre las Partes Colaboradoras.
El Convenio es el resultado de cuatro años de trabajo de expertos europeos e internacionales. Se complementa con un Protocolo Adicional que realiza cualquier publicación de la propaganda racista y xenófoba a través de redes informáticas como una ofensa criminal. En la actualidad, el terrorismo cibernético también se estudia en el marco del Convenio.

## La adhesión de los EE.UU
La ratificación del Senado de los Estados Unidos, fue por consentimiento unánime en agosto de 2006 y fue elogiada y condenada. Los EE. UU. se convirtieron en la 16.ª nación al ratificar el Convenio. Cuarenta y tres países han firmado el tratado. El Convenio entró en vigor en los EE. UU. el 1 de enero de 2007.[cita requerida]
El líder de la mayoría del Senado, Bill Frist, explicó que a pesar de equilibrar las libertades civiles y la privacidad, este tratado fomenta el intercambio de pruebas críticas electrónicas entre los países extranjeros, por lo que la policía puede investigar con mayor eficacia y combatir estos delitos.
El Convenio incluye una lista de los crímenes que cada estado firmante debe transponer a su legislación propia. Requiere la criminalización de actividades tales como la piratería (que incluye la producción, venta o distribución de herramientas de hacking) y los delitos relacionados con la pornografía infantil, y se expande responsabilidad penal por la violación de la propiedad intelectual. Asimismo, exige a cada estado firmante la implementación de ciertos mecanismos procesales dentro de sus leyes. Por ejemplo, las autoridades policiales deben tener competencia para obligar a un proveedor de servicios de Internet a la monitorización de las actividades de una persona en línea en tiempo real.
Finalmente, el Convenio obliga a los estados firmantes a prestar cooperación internacional en la mayor medida posible para las investigaciones y procedimientos relativos a infracciones penales vinculadas a sistemas y datos informáticos o para la recogida de pruebas electrónicas de una infracción penal. Las fuerzas de seguridad tendrán que asistir a la policía de otros países participantes para cooperar con sus solicitudes de asistencia mutua.
A pesar de un marco jurídico común, la eliminación de obstáculos jurisdiccionales para facilitar la aplicación de la ley de delitos informáticos sin fronteras, no puede ser posible dentro de este marco. La transposición de las disposiciones del Convenio en la legislación nacional es difícil, especialmente si se requiere la incorporación de las expansiones sustanciales que van en contra de los principios constitucionales. Por ejemplo, el estado de los EE. UU. no puede ser capaz de penalizar todos los delitos relacionados con la pornografía infantil que se indican en el Convenio, en particular la prohibición de la pornografía infantil virtual, debido a sus principios de la Primera Enmienda de libertad de expresión. Según el artículo 9 (2) (c) del Convenio, la prohibición de la pornografía infantil incluye todas las “imágenes realistas que representen un menor adoptando un comportamiento sexualmente explícito”. Según el Convenio, los EE. UU. tendrían que adoptar esta prohibición de la pornografía infantil virtual y, sin embargo, la Corte Suprema de los EE. UU., en Ashcroft v. Free Speech Coalition, revocó por inconstitucional una disposición de la CPPA que prohíbe “cualquier representación visual”, que “es, o parece ser, de un menor participando en sexo explícito”.[cita requerida] En respuesta al rechazo, el Congreso de EE. UU. aprobó la Ley PROTECT para modificar la disposición, lo que limita la prohibición a cualquier representación visual, “es decir, o es indistinguible de la de un menor participando en una conducta sexualmente explícita”. 18 USC[cita requerida]
Estados Unidos no forma parte del Protocolo Adicional del Convenio sobre cibercriminalidad.

## Adhesión de otros estados no europeos
El Convenio fue firmado por Canadá, Japón, Estados Unidos y Sudáfrica, el 23 de noviembre de 2001 (la firma se llevó a cabo en Budapest, Hungría). Se han previsto nuevas adhesiones por parte de otros Estados no europeos tal como México, El Salvador, Costa Rica, y Uruguay.
Otros estados latinoamericanos que se incorporaron al tratado son República Dominicana, Ecuador, Panamá y Perú. Otros países como Paraguay han demostrado interés en unirse. Entre los países americanos están Colombia, Perú y Chile.
[actualizar]A principios de 2025, se han adherido y ratificado el convenio 78 países de diversas partes del mundo.
Para un listado detallado de países vea el Anexo.